# Capra (famiglia)
I Capra furono una famiglia nobile antica che apparteneva al Consiglio nobile di Vicenza. Capostipite della famiglia fu Enrico Capra che nel principio dell'XI secolo fece molte acquisizioni nel territorio vicentino di Carrè.

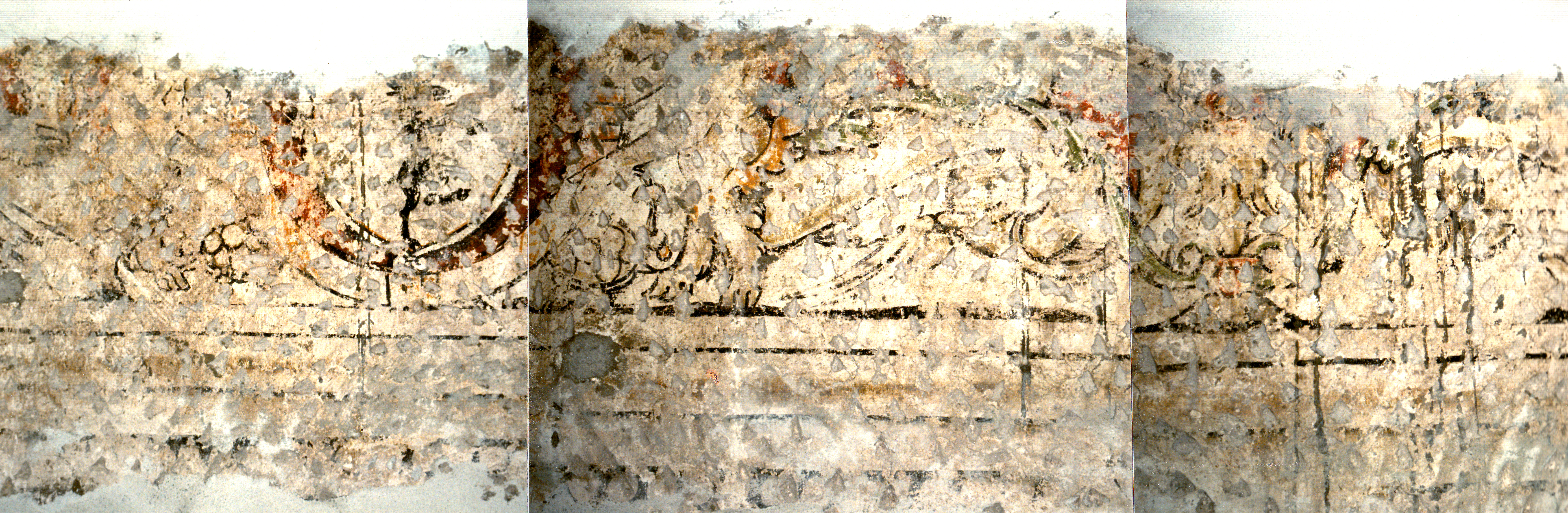
Stemma della famiglia Capra Carrè - Vicenza

## Membri della famiglia
- Alfonso Capra (1562 - 1638) - Figlio di Girolamo e di Beatrice di Almerico, fu un capitano di ventura al servizio dei Farnese, dei Savoia e della Serenissima[1].
- Enrico Capra (XVII secolo) - Figlio di Giambattista e Chiara Memmo, anch'egli si distinse come uomo d'arme al soldo della Repubblica di Venezia e dell'Elettorato di Baviera[2].
- Orazio Claudio Capra (1723 - 1799) - Nato da Gaetano e Teresa Sale, fu uomo di vasti interessi ma è ricordato principalmente come architetto. È l'autore di Villa Capra a Sarcedo, eretta nel 1764 sulle proprietà che la famiglia deteneva sin dalla metà del Cinquecento[3][4].
- Antonio Francesco Capra. Nato nel 1771 da Silvio Maria, sfruttò i notevoli cambiamenti attuati nel periodo napoleonico, effettuando una serie di operazioni immobiliari e finanziarie che gli permisero di arricchire notevolmente il patrimonio familiare, in particolare acquistando all'asta del Demanio beni confiscati alle congregazioni religiose vicentine. Tra l'altro acquisì una vasta area verde - ora Parco Querini - e alcuni corpi di fabbrica fino ad allora proprietà del monastero di Santa Maria in Araceli utilizzandoli come giardino per la propria residenza in contrà San Marco. Alla sua morte, in assenza di eredi diretti, tutto il suo patrimonio confluì in quello della famiglia Barbaran, per il matrimonio della sorella Veronica con Ubertino Barbaran e da allora il cognome divenne quello di Barbaran Capra[5].

## Architetture
Palazzi a Vicenza e provincia
- Palazzo Capra, del XVIII secolo, in piazzetta Santo Stefano, angolo stradella Santo Stefano
- Palazzo Capra Clementi, del primo Rinascimento vicentino, in corso Palladio, angolo con stradella San Marcello
- Palazzo Capra Conti, del XVII secolo, in contrà Santo Stefano, angolo stradella Santa Corona
- Palazzo Capra Querini Rezzara, in contrà San Marco 36-38 (Borgo Pusterla)
- Palazzetto Capra sul Corso, progettato da Andrea Palladio, ora inglobato nel fianco di palazzo Piovini su corso Palladio
- Palazzetto Capra Lampertico, progettato da Ottone Calderari, adiacente a palazzo Lampertico, in corso Palladio
- Palazzo Toaldi Capra a Schio

Ville

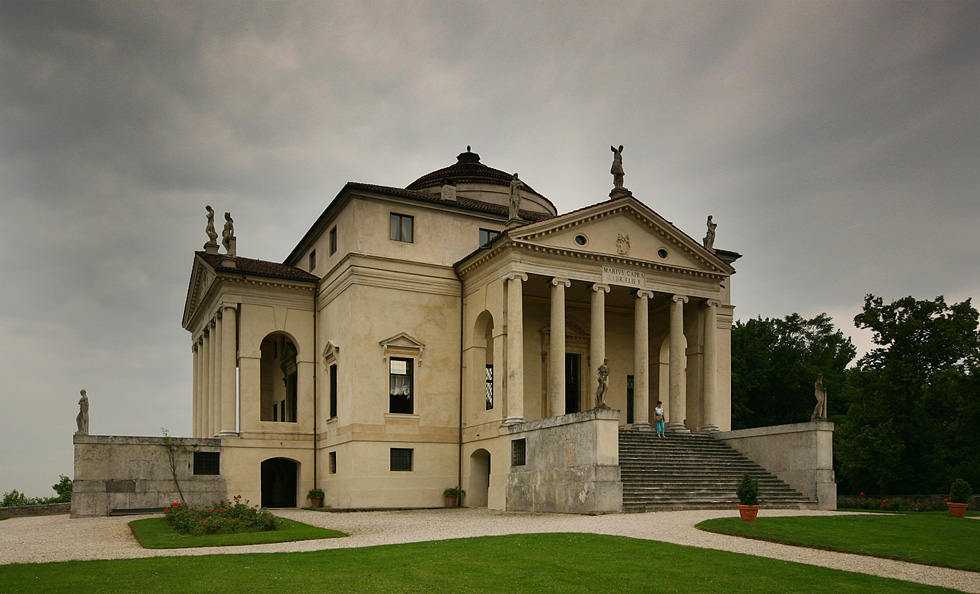
Villa Almerico Capra detta "La Rotonda", completata dai fratelli Odorico e Mario Capra

- Villa Capra a Carrè (Vicenza) (1444-1446)
- Villa Almerico Capra detta "La Rotonda" a Vicenza, opera di Andrea Palladio costruita tra il 1567 e il 1605
- Villa Capra a Sarcedo (Vicenza), per Orazio Claudio Capra
- Villa Capra Barbaran a Santa Maria (Camisano Vicentino)
- Villa Barbaran Capra a Longare (XVIII secolo)

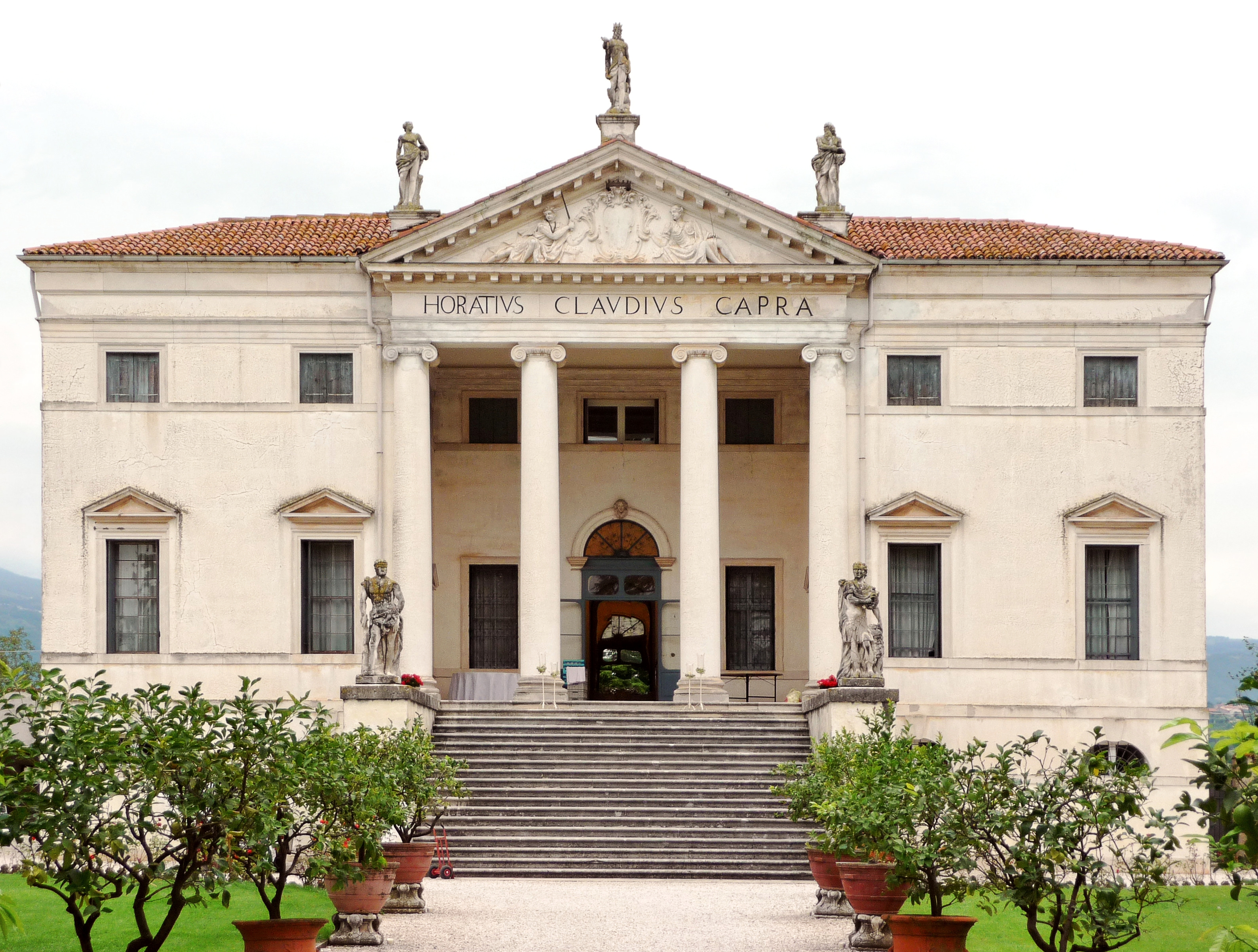
Villa Capra a Sarcedo, fatta costruire dal conte Orazio Claudio Capra
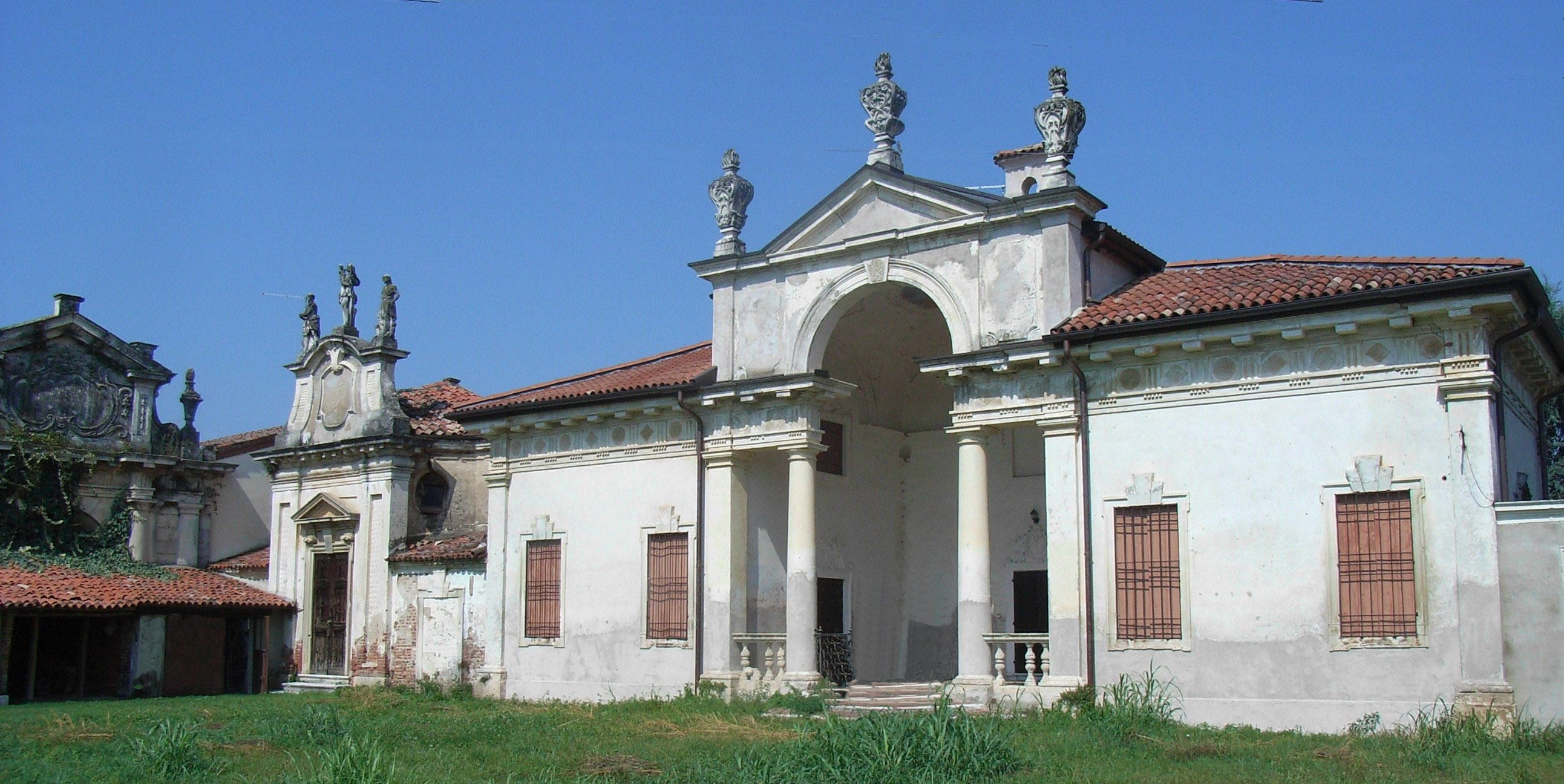
Villa Capra Barbaran a Santa Maria (Camisano Vicentino)

## Bibliografia

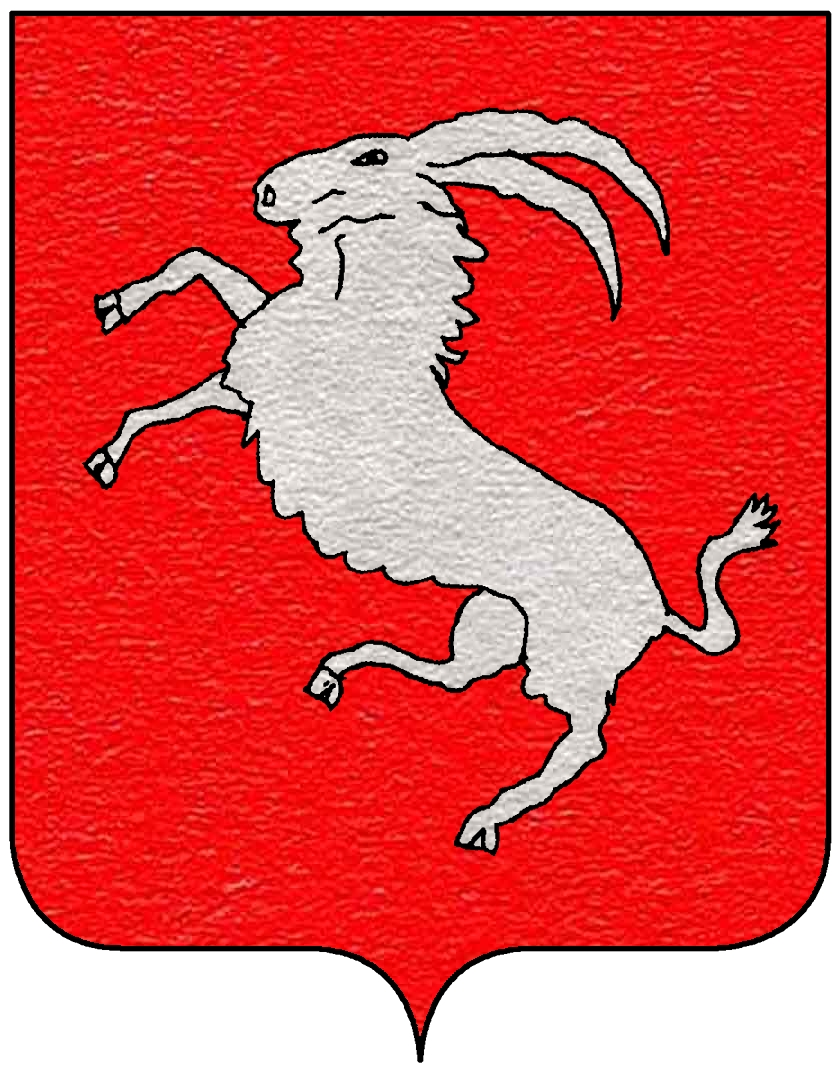
Altro stemma della famiglia